# 樫原廃寺跡
樫原廃寺跡（かたぎはらはいじあと）は、京都府京都市西京区樫原にある古代寺院跡。国の史跡に指定されている。京都市西南部の長岡丘陵東麓に位置する。7世紀半ば（飛鳥時代後期）に建立され、平安時代中期に廃絶したと考えられる。寺名が判明しなかったため地名をとって名付けられた。現在では、復元された八角塔（基壇）を中心に周辺一帯が史跡公園となっている。

## 歴史

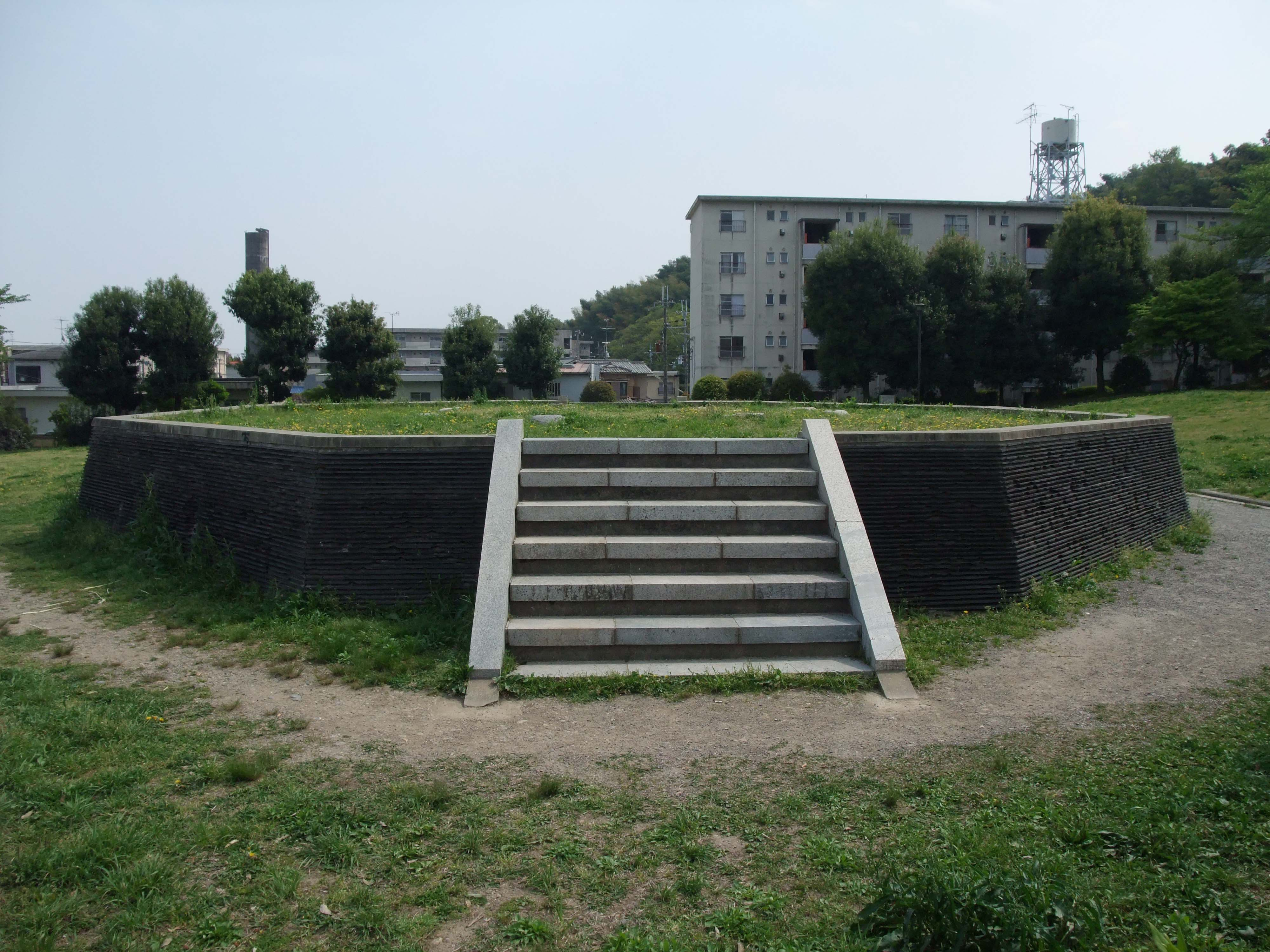
復元された八角塔基壇

1967年（昭和42年）に、市営住宅の建設に伴い発見され発掘調査が実施された。この時、花崗岩の礎石が見つかり八角塔（八角形の瓦積み基壇の塔）跡の存在が確認された。八角塔を中心に南側には基壇を持つ中門跡が検出され、南面（中門の左右）には回廊、東面・西面には築地が巡っていた跡も確認された。遺構の検出状況と現状の地形から、中門・塔・金堂・講堂などが一直線上に並ぶ四天王寺と同様の伽藍配置であったと推定される。遺存状況が極めて良く、国内では発見例の極めて少ない八角塔が検出され、建築史上重要な寺院跡として、1971年（昭和46年）3月1日に史跡に指定された。その際、八角塔の基壇が復元され、周辺一帯が史跡公園として整備保存された。さらに、1997年（平成9年）には、指定地域の北方で民間の宅地開発に伴い発掘調査が実施され、寺域北辺を画する回廊跡と掘立柱建物3棟が検出され、続いて実施された確認調査では塔の北側に建物基壇が検出された。これまで明らかでなかった寺域の北辺と伽藍の一部が明らかとなり、これらの地域を含む一帯が史跡に追加指定された。

## アクセス
- 京都市営バス 「三ノ宮街道」停留所から徒歩約3分
- 京都市営バス 「三ノ宮」停留所から徒歩約5分
- 京都市営バス 「史跡公園前」停留所

## 周辺施設
- 三ノ宮神社